# Falciot cuablanc africà
El falciot cuablanc africà (Apus caffer) és una espècie d'ocell de la família dels apòdids (Apodidae) que vola sobre camps oberts i ciutats del sud de la península Ibèrica, Marroc, Sàhara Occidental i l'Àfrica Subsahariana.